# Stian Grimseth
Stian Grimseth (Naustdal, 24 de julio de 1972) es un deportista noruego que compitió en halterofilia. Ganó una medalla de bronce en el Campeonato Europeo de Halterofilia de 1997, en la categoría de +108 kg.

## Palmarés internacional
| Campeonato Europeo | Campeonato Europeo | Campeonato Europeo | Campeonato Europeo |
| Año                | Lugar              | Medalla            | Categoría          |
| ------------------ | ------------------ | ------------------ | ------------------ |
| 1997               | Rijeka (Croacia)   | Medalla de bronce  | +108 kg            |